# Ondskefullt geni
Ondskefullt geni är en arketyp som kännetecknas av hög intelligens och ondska.
Ondskefulla genier skiljer sig från galna vetenskapsmän genom att de förra är slugt beräknande, sadistiska och kan vara socialt kompetenta, medan de senare är asociala och mycket väl kan ha mänsklighetens bästa för ögonen, men kanske inte inser sina handlingars konsekvenser.

## Onda genier inom populärkulturen
- Lex Luthor
- Doktor Deo i Kenny Starfighter

### James Bond
I James Bond är huvudfienden traditionellt ett ondskefullt geni, till exempel Ernst Stavro Blofeld.